# Солуян, Степан Иванович
Степан Иванович Солуян (1936—2001) — советский и российский физик, доктор физико-математических наук (1972 год), профессор  Российского экономического университета им. Г. В. Плеханова (РЭУ).

## Биография
Степан Иванович Солуян — белорус по национальности, родился 27 апреля 1936 года в городе Тбилиси (Грузинская ССР). В 1953 году окончил Тбилисскую русскую мужскую среднюю школу №14.
Затем окончил физический факультет МГУ им. М. В. Ломоносова и его аспирантуру под руководством Рема Викторовича Хохлова, будущего ректора МГУ. Места работы — Московский государственный горный университет (МГГУ), Институт машиноведения им. А. А. Благонравова Российской академии наук (ИМАШ РАН),  Российский экономический университет им. Г. В. Плеханова (ранее Московский институт народного хозяйства им. Г. В. Плеханова (МИНХ)), Российский национальный исследовательский медицинский университет имени Н. И. Пирогова (РНИМУ им. Н. И. Пирогова).
Основными направлениями научной деятельности являются теория нелинейных явлений, акустика. Классическая монография авторов О. Руденко и С. Солуяна «Теоретические основы нелинейной акустики»  появилась в те годы, когда физика мощных акустических волн быстро превращалась из любопытного академического направления в область прикладной физики. Работа оказалась востребованной и собрала тысячи ссылок, в 1977 году вышла в США. В книге был впервые систематически изложен математический аппарат нелинейной акустики, развитый Р. В. Хохловым и его учениками (первым из них был как раз аспирант Степан Солуян), проанализированы основные идеи и результаты этой области физики. В частности, впервые дана теория интенсивных дифрагирующих пучков на основе уравнения, которое О. В. Руденко предложил назвать уравнением Хохлова—Заболотской. Сейчас термин ХЗ общепринят и не нуждается в комментариях. Степан Солуян был первым аспирантом Рема Викторовича Хохлова. Р. В. Хохлов в соавторстве с С. И. Солуяном написал большинство работ по нелинейной акустике (из которых 20 были изданы только в «Акустическом журнале»).

## Семья
Отец — Иван Солуян, погиб в Великую Отечественную войну, и был похоронен в братской могиле под городом Батайском Ростовской области. Мать — Вера Моисеевна Солуян (1914-2000?).
Дочь — Валерия Солуян (род. 1967), школьницей сыграла роль Зои Кукушкиной в фильме «Приключения Электроника». Окончила Первый Московский медицинский институт имени И.М.Сеченова. Имеет дочь и сына.

## Отзывы современников
Как вспоминает академик РАН и соавтор Солуяна, О. В. Руденко:

Хохлова избрали членом-корреспондентом АН СССР. Газету с объявлением мы увидели, находясь вместе с Солуяном (первым аспирантом Р. В. Хохлова) в гостях у будущей жены кинорежиссёра Алексея Германа, Светланы. С ними — обоими супругами — Солуян дружил. Вообще, это был интереснейший и неоднозначный человек, личность которого заслуживает отдельного повествования. Он был женат 9 раз (официальные и гражданские браки), в характере преобладали богемные наклонности. Многим он известен как режиссёр-постановщик физфаковских опер. До А. В. Маслякова вёл молодёжные передачи на телевидении. Интересно, что на свою кафедру Рем Викторович Хохлов Солуяна не взял — «раскованный» Степан не вписывался в «светлый образ» советского учёного, тем более из главного вуза страны.
— 
И, действительно, Степан Солуян был не только физиком, но и одним из основателей «Архимеда», физфаковской оперы. Так, например, профессор А. В. Кессених пишет:

Если вспоминать о том, как придумали и начали сочинять первые оперы, то могу свидетельствовать, что эта идея перед выпускным вечером нашего курса пришла в голову Балашову Всеволоду. В 1957 году идея оперы попала на зуб прирождённому режиссёру и тогда студенту 3-го курса Степану Солуяну (см. его «Записки режиссёра»).  Солуян заставил одного из авторов «Дубинушки», а именно меня, сочинить ещё почти столько же текста, сколько было в первом исполнении. Само по себе рождение оперы на высшем уровне потребовало режиссёра (Солуяна), отличных солистов (Беспалова Люда, Полев Николай) плюс неограниченный энтузиазм масс. Опытный режиссёр Степан Солуян учил нас, как должны ходить, сидеть и беседовать боги и другие персонажи.

Нет, если бы не Солуян, не бывать тогда на физфаке оперному творчеству, прежде всего потому, что никто бы не научил авторов, как написать «постановебельную» оперу, во-вторых, не организовал бы коллектив артистов, в-третьих, — не захотел бы так сильно, чтобы опера была.— 
Степан Солуян дружил со многими людьми из артистической среды. Михаил Козаков, в то время — начинающий режиссёр, даже принимал участие в режиссуре физфаковских опер на первом этапе. По свидетельству профессора А. А. Замятнина:

Я изучил режиссёрскую биографию Михаила Козакова и пришёл к выводу о том, что «Архимед» 1960 года вполне может рассматриваться как первая режиссёрская работа (совместно с Солуяном) будущего мастера, создавшего впоследствии около двух десятков фильмов и телеспектаклей. Не знаю почему, но его фамилия никогда публично не называлась в числе участников создания нашей оперы. Возможно, из скромности он сам этого не хотел.— 
Как пишут в своих воспоминаниях В. М. Гордиенко и В. К. Новик:

Не все были в восторге от проведённого физиками праздника «День Архимеда», и за это пришлось отвечать. Тогда руководители университетского комитета комсомола О. Кутафин (впоследствии академик РАН, ректор Российской юридической академии), Г. Попов (в дальнейшем сподвижник Б. Н. Ельцина и первый мэр Москвы), Н. Розов (декан факультета дополнительного образования МГУ), Д. Киселев (профессор физического факультета) спрашивали (с организаторов) со всей партийной строгостью за проявление инициативы.— 
Степан Иванович Солуян вёл активный, беспокойный образ жизни, который, к сожалению, привел к двум инфарктам (в 60 и 65 лет), и после второго он скончался в 2001 году.

## Основные работы
- Руденко О. В., Солуян С. И. Теоретические основы нелинейной акустики — М.: Наука. 1975. — 287 c.
- Rudenko O. V., Soluyan S. I. Theoretical Foundations of Nonlinear Acoustics. Plenum, Consultants Bureau New York, 274 с. ISBN 0-306-10933-6
- Заболотская Е. А., Солуян С. И. «Нелинейное распространение волн в жидкости с равномерно распределенными воздушными пузырьками». Акустический журнал. 1973. Т. 19. № 5. С. 690-694
- Руденко О. В., Солуян С. И. «К вопросу о рассеянии звука на звуке». Акустический журнал. 1972. Т. 18. № 3. С. 421-425
- Руденко О. В., Солуян С. И., Хохлов Р. В. «О формировании отраженных волн на разрывах в звуковой волне». Акустический журнал. 1969. Т. 15. № 3. С. 414-420
- Заболотская Е. А., Солуян С. И., Хохлов Р. В. «Ультразвуковой комбинированный усилитель на сульфиде кадмия». Акустический журнал. 1966. Т. 12. № 4. С. 435-442
- Наугольных К. А., Солуян С. И., Хохлов Р. В. «Сферические волны конечной амплитуды в вязкой теплопроводящей среде». Акустический журнал. 1963. Т. 9. № 1. С. 54-60
- Солуян С. И., Хохлов Р. В. «Акустические волны конечной амплитуды в среде с релаксацией».  Акустический журнал. 1962. Т. 8. № 2. С. 220-227